# Jezioro Kołackie
Jezioro Kołackie – jezioro na Pojezierzu Drawskim, położone w województwie zachodniopomorskim, w powiecie świdwińskim, w gminie Połczyn-Zdrój.
Ok. 0,7 km na południe od jeziora leży wieś Kołacz. Na zachód od jeziora znajdują się Skowrończe Góry (161,7 m n.p.m.). Jezioro Kołackie znajduje się w specjalnym obszarze ochrony siedlisk "Dorzecze Parsęty" oraz obszarze specjalnej ochrony ptaków Ostoja Drawska.
Powierzchnia jeziora wynosi od 37,56 ha do 38,0 ha. Lustro wody jeziora znajduje się na wysokości 100,5 m n.p.m. Maksymalna głębokość zbiornika wynosi 9,0 m.
Wody jeziora spływają poprzez strugę Odpust do rzeki Dębnicy.
W typologii rybackiej jest jeziorem karasiowym. 
Nazwę Jezioro Kołackie wprowadzono urzędowo w 1950 roku, zastępując poprzednią niemiecką nazwę jeziora – Großer See.